# Namibia ai Giochi della XXX Olimpiade
La Namibia ha partecipato ai Giochi della XXX Olimpiade di Londra che si sono svolti dal 27 luglio al 12 agosto 2012. È stata la 6ª partecipazione consecutiva dei suoi atleti ai giochi olimpici estivi dopo il debutto all'edizione di Barcellona 1992.
Gli atleti della delegazione namibiana sono stati 9 (5 uomini e 4 donne), in 5 discipline. Alla cerimonia di apertura la portabandiera è stata la tiratrice Gaby Ahrens, mentre il portabandiera della cerimonia di chiusura è stato il lottatore Sem Shilimela.
Nel corso della manifestazione la Namibia non ha ottenuto alcuna medaglia.

## Partecipanti
| Sport            | Uomini | Donne | Totale |
| ---------------- | ------ | ----- | ------ |
| Atletica Leggera | 0      | 3     | 3      |
| Ciclismo         | 2      | 0     | 2      |
| Lotta            | 1      | 0     | 1      |
| Pugilato         | 2      | 0     | 2      |
| Tiro             | 0      | 1     | 1      |
| Totale           | 5      | 4     | 9      |

## Atletica leggera
| Q | Qualificato al turno successivo per la posizione in qualificazione                                                           |
| q | Qualificato per il turno successivo per ripescaggio o, negli eventi su campo, conquistando la misura minima per qualificarsi |

### Femminile
Eventi di corsa su pista e strada
| Atleta              | Evento   | Batteria  | Batteria  | Semifinale | Semifinale | Finale          | Finale          |
| Atleta              | Evento   | Risultato | Posizione | Risultato  | Posizione  | Risultato       | Posizione       |
| ------------------- | -------- | --------- | --------- | ---------- | ---------- | --------------- | --------------- |
| Tjipekapora Herunga | 400 m    | 52"31     | 3ª Q      | 52"53      | 6ª         | non qualificata | non qualificata |
| Helalia Johannes    | Maratona | N.D.      | N.D.      | N.D.       | N.D.       | 2h 26'09"       | 12ª             |
| Beata Naigambo      | Maratona | N.D.      | N.D.      | N.D.       | N.D.       | 2h 31'16"       | 38ª             |

## Ciclismo

### Ciclismo su strada
Maschile
| Atleta     | Evento         | Tempo | Classifica |
| ---------- | -------------- | ----- | ---------- |
| Dan Craven | Corsa in linea | DNF   | DNF        |

### Mountain Bike
Maschile
| Atleta                | Evento        | Tempo     | Classifica |
| --------------------- | ------------- | --------- | ---------- |
| Marc Bassingthwaighte | Cross-country | 1h 37'17" | 30°        |

## Lotta
| VT | Vittoria per atterramento                           |
| PP | Vittoria a punti (lo sconfitto con punti tecnici)   |
| PO | Vittoria a punti (lo sconfitto senza punti tecnici) |

### Libera
Maschile
| Atleta        | Evento | Qualificazione       | Ottavi                                 | Quarti               | Semifinali           | Ripescaggio Turno 1  | Ripescaggio Turno 2                  | Finale               | Pos. |
| Atleta        | Evento | Avversario Risultato | Avversario Risultato                   | Avversario Risultato | Avversario Risultato | Avversario Risultato | Avversario Risultato                 | Avversario Risultato | Pos. |
| ------------- | ------ | -------------------- | -------------------------------------- | -------------------- | -------------------- | -------------------- | ------------------------------------ | -------------------- | ---- |
| Sem Shilimela | -55 kg | Bye                  | S. Shilimela (RUS) P 0-3 PO (0-3, 0-7) | non qualificato      | non qualificato      | Bye                  | Yang K.-I. (PRK) P 0-3 PO (2-7, 0-6) | non qualificato      | 15º  |

## Pugilato
Maschile
| Atleta           | Evento              | Sedicesimi                       | Ottavi di finale       | Quarti di finale     | Semifinali           | Finale               | Pos. |
| Atleta           | Evento              | Avversario Risultato             | Avversario Risultato   | Avversario Risultato | Avversario Risultato | Avversario Risultato | Pos. |
| ---------------- | ------------------- | -------------------------------- | ---------------------- | -------------------- | -------------------- | -------------------- | ---- |
| Jonas Matheus    | Pesi gallo (-56 kg) | V. Jahyn Parrinello (ITA) P 7–19 | non qualificato        | non qualificato      | non qualificato      | non qualificato      | 17°  |
| Mujandjae Kasuto | Pesi medi (-75 kg)  | S. Nazarov (TJK) V 11-8          | Z. Harcsa (HUN) P 7–16 | non qualificato      | non qualificato      | non qualificato      | 9º   |

## Tiro a segno/volo
Femminile
| Atleta      | Evento | Qualificazione | Qualificazione | Finale          | Finale          |
| Atleta      | Evento | Punteggio      | Classifica     | Punteggio       | Classifica      |
| ----------- | ------ | -------------- | -------------- | --------------- | --------------- |
| Gaby Ahrens | Trap   | 59             | 22ª            | non qualificata | non qualificata |